# Борец толстолистный
Борец толстолистный (лат. Aconitum crassifolium) — многолетнее травянистое растение, вид рода Борец (Aconitum) семейства Лютиковые (Ranunculaceae).

## Распространение и экология
Ареал вида охватывает Дальний Восток России. Эндемик. Описан из Приморья (Советская Гавань).
Произрастает по тропам и полянам в хвойных лесах.

## Ботаническое описание
Стебель высотой до 70 см, прямой или слегка извилистый, простой, весь опушённый, в нижней части слабо, в верхней густо.
Листья в числе 4—5 сидят у основания стебля на черешках длиной 5—15 см. Пластинка листа в очертании округло-пятиугольная, длиной 4—6 см, шириной 6—10 см, на ¾ разделённая на округлые широкоромбические доли, каждая из долей распадается на 2—3 доли 2-го порядка, несущие 2 или 3 тупых зубца. Стеблевой лист один или отсутствует.
Соцветие — немногоцветковая конечная кисть, нередко в нижней части ветвистая; цветоносы длинные, далеко друг от друга отставленные, длиной 4—20 см. Цветки жёлтые, на цветоножках равных цветкам или короче, снабжённых, мелкими нитевидными прицветничками, сидящими в средней части цветоножки или у её основания. Околоцветник конический, с выдающимся вперед носиком, высота 1,8—2,5 см, ширина в верхней и в средней части 5—8 мм, на уровне носика 12—15 мм; боковые доли околоцветника округлые, длиной и шириной 0,7—0,9 см; нижние доли околоцветника неравные, длиной 0,7—0,9 см и шириной 0,2—0,4 см, оттянуты вниз. Шпорец нектарника загнутый спирально, редко полуспирально, чем напоминает Борец тенелюбивый (Aconitum umbrosum); тычинки голые, с середины расширенные или с зубцами с обеих сторон или без них; завязи три, более или менее опушённые.

## Таксономия
Вид Борец толстолистный входит в род Борец (Aconitum) трибы Живокостные (Delphinieae) подсемейства Лютиковые (Ranunculoideae) семейства Лютиковые (Ranunculaceae) порядка Лютикоцветные (Ranunculales).
|  |                       |  |                                               |                                               |                                         |  | ещё четыре подсемейства (согласно Системе APG II) | ещё четыре подсемейства (согласно Системе APG II) |                                           |  |  |  | ещё 2 рода              | ещё 2 рода              |  |  |
|  |                       |  |                                               |                                               |                                         |  | ещё четыре подсемейства (согласно Системе APG II) | ещё четыре подсемейства (согласно Системе APG II) |                                           |  |  |  | ещё 2 рода              | ещё 2 рода              |  |  |
|  |                       |  |                                               | семейство Лютиковые                           |                                         |  |                                                   |                                                   | триба Живокостные                         |  |  |  |                         | вид Борец толстолистный |  |  |
|  |                       |  |                                               | семейство Лютиковые                           |                                         |  |                                                   |                                                   | триба Живокостные                         |  |  |  |                         | вид Борец толстолистный |  |  |
|  | порядок Лютикоцветные |  |                                               |                                               | подсемейство Лютиковые (Ranunculoideae) |  |                                                   |                                                   | род Борец, или Аконит                     |  |  |  |                         |                         |  |  |
|  | порядок Лютикоцветные |  |                                               |                                               |                                         |  |                                                   |                                                   |                                           |  |  |  |                         |                         |  |  |
|  |                       |  | ещё десять семейств (согласно Системе APG II) | ещё десять семейств (согласно Системе APG II) |                                         |  |                                                   | ещё восемь триб (согласно Системе APG II)         | ещё восемь триб (согласно Системе APG II) |  |  |  | ещё от 250 до 300 видов |                         |  |  |
|  |                       |  |                                               | ещё десять семейств (согласно Системе APG II) |                                         |  |                                                   |                                                   | ещё восемь триб (согласно Системе APG II) |  |  |  |                         |                         |  |  |